# Stephan El Shaarawy
Stephan El Shaarawy vagy Stephan Kareem El Shaarawy (arabul: ستيفان كريم الشعراوي – Sztífán Karím es-Sarávi; Savona, 1992. október 27. –) olasz labdarúgó, az AS Roma és az olasz válogatott játékosa. Egyiptomi származása révén Il Faraone-nak (azaz Fáraónak) becézik.
A Genoa csapatában nevelkedett, de kevés játéklehetőség miatt kölcsönben a másodosztályú Padova együttesénél szerepelt. Itt remek teljesítményével több nagy klub figyelmét is felkeltette. 2011-ben 15,5 millió euró ellenében került a milánói együtteshez, ahol gyorsan a klub húzóemberévé vált. Azonban sérülések miatt a 2013–14-es szezon jelentős részét kihagyta, ezért hogy visszanyerje formáját, kölcsönbe a francia élvonalban szereplő AS Monaco csapatához került. Itt fél szezont töltött el, majd visszatért Olaszországba, a fővárosi AS Roma együtteséhez, ezúttal is kölcsönbe.
Az olasz korosztályos válogatottakat végigjárva 2012-ben az felnőttek között is bemutatkozott, egy Anglia elleni mérkőzésen. Eddig a válogatottban két alkalommal talált be. Részt vett a 2013-as konföderációs kupán is.

## Pályafutása

### Gyermekkora
El Shaarawy Savonában született, apja egyiptomi, anyja olasz származású. 13 évesen csatlakozott a Genoához korábbi klubjától, a Leginótól.

### Genoa
2008. december 21-én, 16 évesen és 55 naposan debütált 10 percet játszva a Chievo ellen, ezzel ő lett a negyedik legfiatalabb játékos a Serie A történelmében. Ez volt az egyetlen mérkőzés melyen pályára lépett, annak ellenére, hogy sokszor került be a keretbe.

### Padova
2010 júniusában kölcsönbe került a Serie B-ben szereplő Padovához a 2010–2011-es szezonra. A kölcsönben eltöltött idő alatt hamar kiderült, hogy kulcsjátékosa a csapatnak, egészen a rájátszás döntőéig vezette a velencei csapatot, ahol aztán a Novara ellen vereséget szenvedtek. Több csapat figyelmét is felkeltette remek teljesítményének köszönhetően, 29 bajnokin 9 alkalommal vette be az ellenfelek kapuját.

### AC Milan

#### 2011–2012

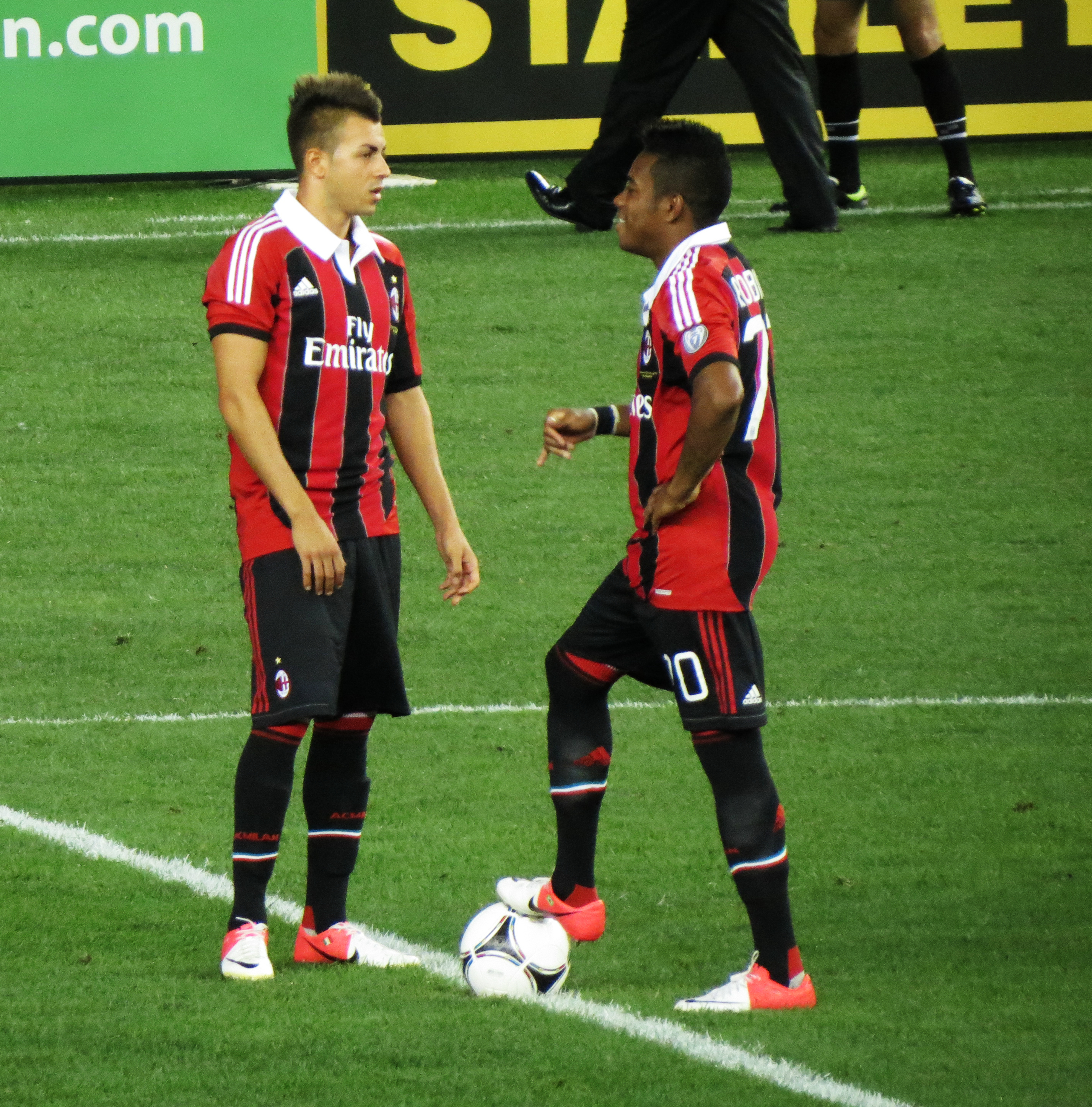
El Shaarawy és korábbi csapattársa, Robinho 2012 augusztusában.

2011. június 25-én jelentették be, hogy El Shaarawy az olasz első osztályban szereplő AC Milanhoz igazolt 15,5 millió euróért.
2011. szeptember 18-án debütált a San Paolo Stadionban, ahol 3–1-re kikaptak a Napoli ellen. Három nappal később a megsérülő Alexandre Pato helyett beállva megszerezte első gólját a Serie A-ban, ezzel értek el 1–1-es döntetlent az Udinese ellen. A Milánnál töltött első hat hónapjában összesen hétszer lépett pályára (175 percet játszva), a média azt taglalta, lehet, hogy kölcsönadják, hogy segítsék a fejlődését. De a megállapodás Galliani (a Milan igazgatója), Allegri (a Milan edzője) és El Shaarawy között az lett, hogy a közeljövőben a klubnál marad. Ekkor kezdődött meg a teljesítményének a javulása, és ez oda vezetett, hogy ő lett az egyik legtehetségesebb fiatal játékos Olaszországban.
El Shaarawy a Cesena elleni 3–0-s győzelem alatt gólpasszt adott Robinhonak 2012. január 23-án, ez volt első gólpassza a Milan színeiben.
2012. február 8-án gólt szerzett a Juventus elleni 1–2-es vereségkor az Olasz Kupa elődöntőjének első mérkőzésén. Három nappal később fontos gólt szerzett az Udinese ellen. Ez volt az Udinese első hazai veresége, és úgy látszott a Milan kezd kilábalni gyenge formájából.
2012. július 25-én szerződést hosszabbított 2017-ig.

#### 2012–2013
2012 október 3-án megszerezte első Bajnokok Ligája gólját az orosz Zenyit Szentpétervár ellen, ezzel ő lett a legfiatalabb gólszerző (19 évesen és 342 naposan) a kupasorozatban. A december 9-én a Torino elleni 4–2-es győzelem során egy gólt szerzett, majd a rá következő meccsen s betalált a Pescara elleni 4–1-es siker során, amivel sorozatban negyedik győzelmét aratta a Milanban, amivel feljutottak a tabellán. A szezon első felét a Serie A gólkirályaként zárta 11 találattal, valamint a Milan gólkirályaként minden sorozatot figyelembe véve, 16 góllal. 2012-ben El Shaarawyt az 1991 után született legjobb játékosok közé választotta Don Balón spanyol heti sportmagazin, és az 52. helyen szerepelt a The Guardian világ legjobb labdarúgóinak listáján. Ezenkívül megnyerte a "Serie A – Legjobb fiatal játékosa" díjat.
2013. február 28-án további szezonra meghosszabbította szerződését, amely 2018 júniusáig szólt.

#### 2013–2015
Hetekig tartó találgatások után 2013. július 2-án hivatalosan bejelentették, hogy El Shaarawy nem hagyja el a klubot a nyári átigazolási időszakban. Augusztus 20-án, 2013 februárja óta először talált be a a PSV Eindhoven ellen a Bajnokok Ligája rájátszásának első mérkőzésén. A szezon első felében sorozatos sérülések miatt mindössze hétszer lépett pályára ebben az időszakban. December 28-án, miután a jobb lábán végzett műtét nem gyógyult a várt tempóban, még további tíz hétre bevethetetlen volt. 2014. május 11-én tért vissza a csapatba, az Atalanta elleni 1–2-re elveszített bajnokin.
2014. november 8-án 622 nap után megszerezte első Serie A-gólját a Sampdoria ellen. Egy újabb sérülést követő hosszú kihagyás után duplázott 2015. május 24-én a 3–0-s hazai győzelemben a Torino ellen.

#### AS Monaco (kölcsönben)
2015. július 13-án csatlakozott a francia Ligue 1-ben szereplő AS Monacóhoz egy szezonra szóló kölcsönadással, vételi opcióval. Két héttel később debütált, és Anthony Martialt váltotta a svájci Young Boys elleni idegenbeli 3–1-es győzelem utolsó hét percében a Bajnokok Ligája harmadik selejtezőkörében. A januári átigazolási időszak kezdete előtt kihagyták a keretből az utolsó összecsapásokon, mivel már 24 meccset játszott az összes hivatalos versenyen, és csak egy hiányzott ahhoz, hogy kötelezően aktiválódjon a vásárlási lehetőség.

### AS Roma
2016. január 26-án szintén kölcsönszerződéssel, 2016. június 30-ig csatlakozott az AS Romához, 1,4 millió eurós vételi díj ellenében. Négy nappal később a debütálása alkalmával egy különleges lőtt a 48. percben a Frosinone elleni 3–1-re megnyert hazai mérkőzésen, majd a következő, Sassuolo ellenin is betalált, hogy bebiztosítsa a 2–0-s győzelmet. A szezon utolsó összecsapásán május 14-én gólt szerzett nevelőegyesülete, az AC Milan ellen, miközben csapata 3–1-re nyert a San Siróban, és ezzel harmadik lett a bajnokságban.
2016. június 21-én úgy döntöttek, hogy végleg kivásárolják játékjogát a Milantól, 13 millió euróért és 2020-ig írtak alá megállapodást. 2017. május 20-án kétszer is eredményes volt a Chievo ellen, ezzel 5–3-ra segítette az egyesületet. Október 31-én a 3–0-s Bajnokok Ligája-győzelem során az angol Chelsea ellen újfent két gólt szerzett az első félidőben, köztük egyet a mérkőzés első 40 másodpercében, körülbelül 22 méterről.

### Shanghaj Senhua
2019. július 8-án 16 millió euróért csatlakozott a kínai Shanghaj Shenhuához. Augusztus 2-án debütált a Vuhan Zall elleni bajnokin. Ezt követően augusztus 15-én megszerezte első gólját a kínai élvonalban a Tiencsin Csüancsien elleni 2–2-es döntetlenben. A debütáló idénye végén megnyerte a kínai FA-kupát és gólt szerzett a Santung Lüneng Tajsan ellen a második mérkőzésén.

### Visszatérés az AS Romához
2021. január 30-án ingyen újra csatlakozott az AS Romához. 677 nappal a legutóbbi találata után, a klubhoz való visszatérése óta megszerezte első gólját az Európa-liga nyolcaddöntőjében és végül 3–0-ra diadalmaskodtak az ukrán Sahtar Doneck ellen március 11-én.

### A válogatottban
Olaszország U17-es válogatottjával részt vett a 2009-es U17-es Európa-bajnokságon, és a 2009-es U17-es világbajnokságon is. Az U21-es válogatottban 2011. november 15-én debütált, egy Magyarország elleni selejtező mérkőzésen.
A felnőtt nemzeti csapatban 2012. augusztus 15-én lépett először pályára kezdőként egy barátságos mérkőzésen Anglia ellen. Válogatottbeli első gólját 2012. november 14-én szerezte egy Franciaország elleni barátságos találkozón. Ott volt a 2013-as konföderációs kupán, azonban a 2014-es világbajnokságra utazó keretbe nem nevezték, mivel a 2013–14-es klubidény nagy részét sérülés miatt kihagyta. 2015. október 10-én, 2012 novembere óta először talált be egy Azerbajdzsán elleni 3–1-es idegenbeli győzelem során a 2016-os Európa-bajnokság selejtezőjében. 2016. május 31-én bekerült Antonio Conte 23 fős csapatába a tornára.
2019. október 15-én először tért vissza és megszerezte a negyedik gólját is a címeres mezben a 2020-as Európa-bajnoki selejtezőn, Liechtenstein elleni idegenbeli 5–0-s sikerben.
2024. június 6-án bekerült a 2024-es labdarúgó-Európa-bajnokságra utazó végleges keretbe.